# Борги-Мамо, Аделаида
Аделаида Борги-Мамо (итал. Adelaide Borghi-Mamo; 1829—1901) — итальянская певица (меццо-сопрано; согласно Музыкальному словарю 2008 года называется контральто. Также к этому голосовом типу относит её и Лаури-Вольпи в своей книге "Вокальные параллели").

## Биография
Аделаида Борги родилась 9 августа 1829 года в городе Болонье; по настоянию Паста девушка решила посвятить свою жизнь оперной сцене. Брала уроки вокала у Гаэтано Браги.
Дебют А. Борги состоялся в 1846 году на востоке Италии в городе Урбино. Затем, с неизменно возрастающим успехом, выступала на различных сценах итальянских городов и спустя некоторое время стала гастролировать по Европе.
В 1849 году в двадцатилетнем возрасте Аделаида Борги-Мамо вышла замуж на острове Мальта; тогда к её фамилии и добавилось «-Мамо».
В 1853 году пользовалась большим успехом в Венской опере; а в 1854—1856 годах в Парижской итальянской опере. В 1856 году певица получила приглашение выступать в Парижскую национальную оперу. Помимо этого выступала в других европейских столицах, в частности в Лондоне и Санкт-Петербурге. О грандиозном успехе певицы весьма красноречиво говорит тот факт, что специально для неё писали партии в своих операх самые знаменитые композиторы XIX века (Саверио Меркаданте, Джованни Пачини, Гаэтано Росси и другие).
У неё была  два сезона Ла Скала, где она приняла участие в первом представлении искупления (1861) и Риенци (1862)  в Мадриде, Генуе и Венеции. Она ушла из сцены (1875), поселилась во Флоренции, а затем в Болонье, в благородном Дворце Lupari на главной улице 11.
В конце XIX — начале XX века на страницах «Энциклопедического словаря Брокгауза и Ефрона» говорилось, что «Лучшие её партии в „Трубадуре“, „Фаворите“, „Пророке“, „Семирамиде“ и др».
В 1860 году Аделаида Борги-Мамо вернулась в Италию. Оставила сцену в 1870-х годах.
Аделаида Борги-Мамо умерла 29 сентября 1901 года в родном городе.
Её дочь Эрминия (итал. Erminia Borghi-Mamo; 1855—1941) унаследовала от матери светлый гибкий голос (сопрано) и в 1874 году с успехом выступила в Боллонье, а затем исполняла оперные партии в столице Франции.